# Giovani Bernard
Giovani Govan Bernard (* 22. November 1991 in West Palm Beach, Florida) ist ein ehemaliger US-amerikanischer American-Football-Spieler in der National Football League (NFL). Er spielte für die Cincinnati Bengals und die Tampa Bay Buccaneers als Runningback.

## College
Bernard besuchte die University of North Carolina at Chapel Hill und spielte für deren Mannschaft, die Tar Heels, zwei Jahre lang erfolgreich College Football, wobei er insgesamt 33 Touchdowns erzielte.

## NFL
Beim NFL Draft 2013 wurde er in der zweiten Runde als insgesamt 37. von den Cincinnati Bengals ausgewählt. In seiner Rookie-Saison kam er in allen Spielen zum Einsatz. 2014 war er der Starting-Runningback der Bengals, wurde aber im folgenden Jahr von Jeremy Hill abgelöst. Durch sein variables Spiel – er ist sowohl im Lauf- als auch im Passspiel jederzeit für einen Touchdown gut – blieb er dennoch wichtiger Bestandteil der Offense seines Teams.
In der Saison 2020 bestritt Bernard wegen einer Verletzung von Joe Mixon zehn Spiele als Starter. Insgesamt kam er in 115 Spielen für die Bengals zum Einsatz, in denen er 3697 Yards und 22 Touchdowns erlief. Zudem fing Bernard 342 Pässe für 2867 Yards und 11 Touchdowns. Am 7. April 2021 entließen die Bengals ihn.
Am 13. April 2021 nahmen die Tampa Bay Buccaneers Bernard unter Vertrag.
Am 28. April 2023 verkündete Bernard sein Karriereende. Er spielte in 135 Regular-Season-Spielen, davon 115 für Cincinnati.